# Kalmasaari
Kalmasaari (dosl. Otok smrti, također Kalmosaari, rus. Раясаари) je otok u jezeru Vuokkijärvi u Kareliji. Podijeljen je između Rusije i Finske. Otok se nalazi u područjima Suomussalmi (Finska) i Kostomukša (Rusija). S obje strane, dio je graničnog pojasa i zabranjen je za širu javnost.
Kalmasaari su koristila kao groblje istočno-pravoslavna sela Kuivajärvi, Hietajärvi i Vuokinsalmi do 1922. kada je utvrđena finsko-ruska granica. Novo groblje osnovano je na otoku Kalmisaari na jezeru Kuivajärvi, 4 kilometra zapadno od Kalmasaarija.
Rusko ime Kalmasaarija je "Raâsaari", što je transliterirana verzija finske riječi "Rajasaari" koja znači "Granični otok".